# نوزاد (تشناران)
نوزاد (بالفارسية: نوزاد) هي قرية تقع في قسم غلمكان الريفي (مقاطعة تشناران) في إيران. يقدر عدد سكانها بـ 34 نسمة بحسب إحصاء 2016.